# مارتین بنسون
مارتین بنسون (انگلیسی: Martin Benson؛ ۱۰ اوت ۱۹۱۸ – ۲۸ فوریهٔ ۲۰۱۰) هنرپیشه اهل انگلستان بود. وی بین سال‌های ۱۹۴۲ تا ۲۰۰۵ میلادی فعالیت می‌کرد.
از فیلم‌هایی که وی در آن نقش داشته است، می‌توان به کلئوپاترا، پادشاه و من، رسالت، اسب کهر را بنگر، طالع نحس، تیری در تاریکی، ابوالهول، توسکانینی جوان، خروج، اسکار وایلد، استانبول و ملاقات با مردمان برجسته اشاره کرد.